# Pogubna kolobarnica
Pogubna kolobarnica (znanstveno ime Tricholoma sciodes) je gliva iz rodu kolobarnic (Tricholoma).

## Značilnosti
Klobuk ima premer od 3 do 8 cm. Pri mladih gobah je stožčasto zvončast, pozneje obokan in na koncu ploščat s topo izboklino. Rob je oster, gladek in ostane dolgo zavit. Površina mladih gob je gladka, svilnato sijoča, pri starejših pa vlaknata in včasih rahlo luskasta. V vlažnih razmerah je temno sive barve z vijoličastim odtenkom in lepljiv, pri starejših gobah pa postane rjavkasto siv[4].
Lističi so široki, belo-sive barve z rahlim rožnatim nadihom, njihove ostrinke so pri mladih gobah so belkaste, kasneje postanejo črne in nazobčane.
Bet je visok od 3 do 8 cm in debel od 0,7 do 1,8 cm. Je valjast in se v dnišču rahlo razširi. Površina je gladka, mat, bele do sive barve z rahlo rožnatim odtenkom.
Meso je sivkasto belo z rožnatim odtenkom. Ima vonj po zemlji in pekoč okus.

## Razširjenost in življenjski prostor
Razširjena je samo v Evropi. Je mikorizna goba, ki se pojavlja od avgusta do novembra pod bukvami.

## Mikroskopske značilnosti
Trosni odtis je bele barve. Trosi so elipsasti, gladki in merijo 6,5–8 x 5–6 μm.

## Podobne vrste
- zimska kolobarnica (Tricholoma portentosum) ima rumenkast bet in blag okus po oreščkih
- prstena kolobarnica (Tricholoma terreum) ma vlaknat klobuk in blag okus
- črnoluska kolobarnica (Tricholoma atrosquamosum) ima na klobuku črnkaste luske
- pekoča kolobarnica (Tricholoma virgatum) ima koničast klobuk brez vlaken in je pekočega okusa

## Uporabnost
Strupena, a ni pogubna. Povzroča gastrointestinalni sindrom.